# کیم اکدال دو ریتز
کیم اکدال دو ریتز (انگلیسی: Kim Ekdahl du Rietz؛ زادهٔ ۲۳ ژوئیهٔ ۱۹۸۹) بازیکن هندبال اهل سوئد است.
از باشگاه‌هایی که در آن بازی کرده‌است می‌توان به اشاره کرد.